# Срећко Гајић
Срећко Гајић „Кречар“ (Крагујевац, СФРЈ, 27. октобар 1980) српски је певач и клавијатуриста. У каријери је издао неколико синглова и један албум.

## Биографија
Рођен је у Крагујевцу где је завршио основну школу, а потом је уписао Прву крагујевачку гимназију, поред тога упоредо је ишао и у Средњу музичку школу "др Милоје Милојевић" у Крагујевцу. Музиком се бави активно од 1996. године, а тренутно наступа са својим Кречар бендом. Свој први албум издао је 2013. године за продукцијску кућу БН мјузик.

## Дискографија
Албуми
2013: Победник
Дуети и сарадње
- Опасно ме радиш (2020) са Андреаном Чекић
- Ти ми увек требаш (2022) са Ђурђом Гајић